# Blackdown Hills

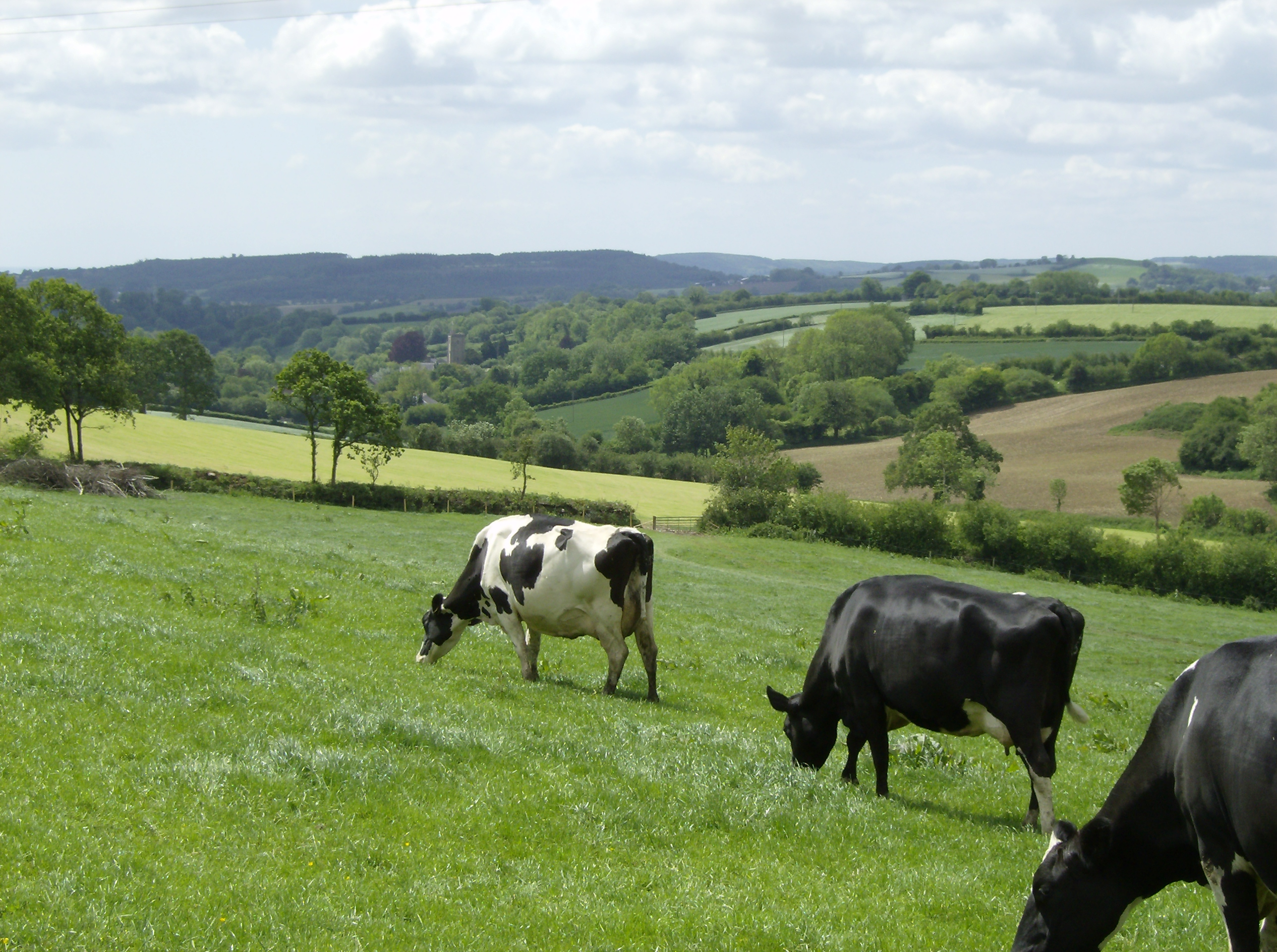
Blackdown Hills a Dalwood

Le Blackdown Hills sono una catena di colline lungo il confine tra Somerset e Devon, nell'Inghilterra sud-occidentale, individuata come Area of Outstanding Natural Beauty (AONB) nel 1991.
L'altopiano è dominato da dure bande di rocce sedimentarie di "Upper Greensand" con alcuni residui di chalk, ed è attraversata da valli fluviali. Le colline ospitano una vasta gamma di fauna selvatica che ha portato a designare in esse 16 siti di speciale interesse scientifico (SSSI).
Nelle Blackdown ci sono prove di occupazione umana fin dall'età del ferro. Alcune fortificazioni presenti includono i resti di antiche fortificazioni, motte castrali normanne e aerodromi della Seconda Guerra Mondiale. Ci sono anche edifici religiosi come l'Abbazia di Dunkeswell e le chiese dei villaggi.
Le colline sono attraversate da una rete di strade secondarie con importanti vie di comunicazione tra cui l'autostrada M5 che corre intorno alla periferia.

## Regione naturale
Le Blackdown formano una regione naturale che è stata designata come "area di carattere nazionale n. 147"  dal Natural England, l'ente pubblico responsabile dell'ambiente naturale dell'Inghilterra.
Le regioni naturali limitrofe sono: Devon Redlands a ovest, Vale of Taunton e Quantock Fringes a nord, Mid Somerset Hills a nord-est, Yeovil Scarplands a est e Marshwood e Powerstock Vales a sud-est.

## Geografia fisica
A cavallo del confine tra Somerset e Devon, le AONB delle Blackdown Hills  coprono un'area di 370 chilometri quadri (143 mi²).  Le colline raggiungono il loro punto più alto di 315 m s.l.m. a Staple Hill nel Somerset. Le colline nella parte meridionale dell'area, vicino a Honiton nel Devon, sono più dolci. Le Blackdown Hills sono un'area scarsamente popolata; gran parte del terreno è utilizzato per l'allevamento lattiero-caseario.

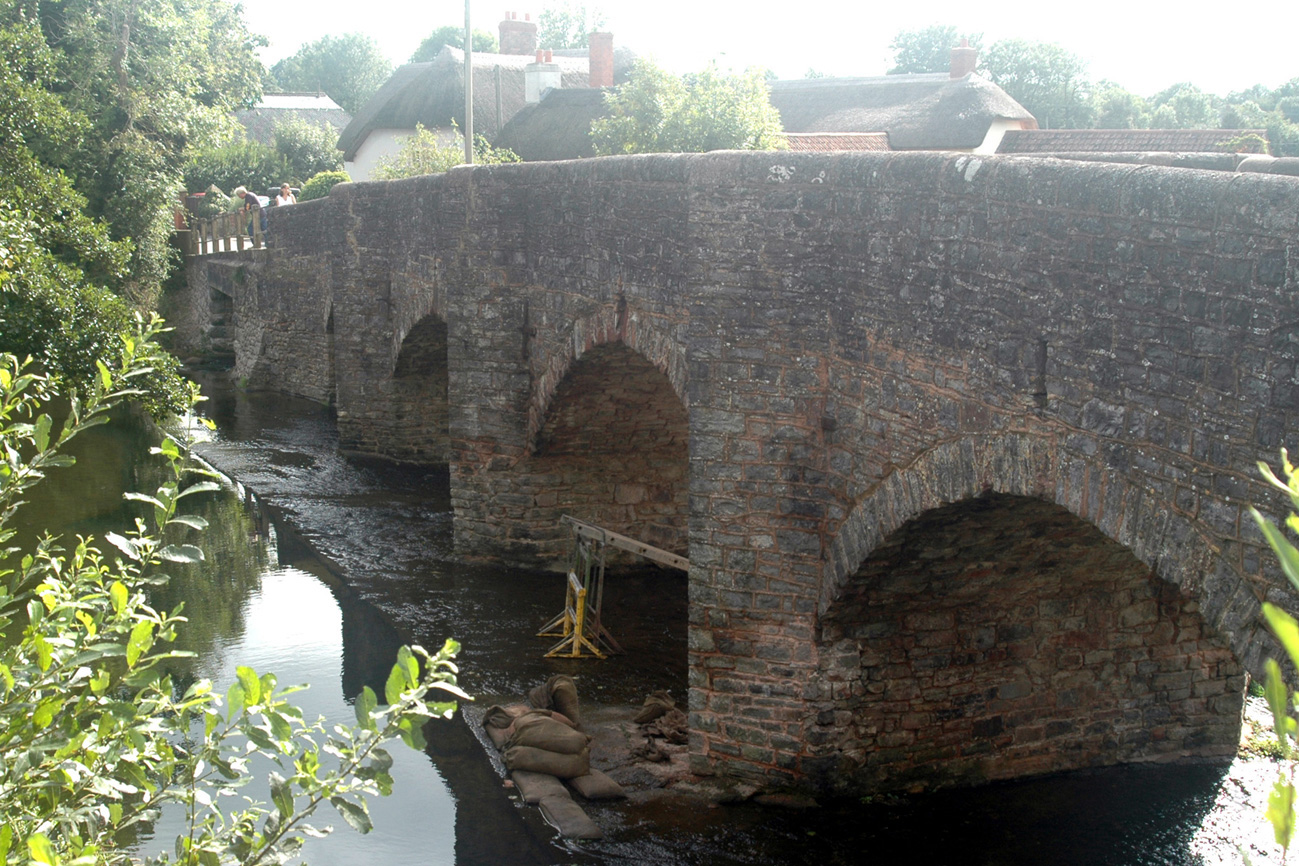
Vecchio ponte in pietra con rifugi pedonali sul fiume Culm a Culmstock

Il fiume Culm nasce da una sorgente vicino a Culmhead e scorre verso ovest attraverso Hemyock, poi Culmstock fino a Uffculme prima di unirsi al fiume Exe alla periferia nord-occidentale di Exeter.
Si pensa che il nome del fiume significhi "nodo" o "cravatta", in riferimento alle curve e alle anse che forma lungo il suo corso, oppure deriva da un nome di fiume celtico che significa ruscello tortuoso.
Il fiume Otter nasce vicino a Otterford, dove un ruscello alimenta i laghi di Otterhead. Quindi scorre verso sud per 32 chilometri (20 mi) attraverso l'East Devon fino al Canale della Manica all'estremità occidentale della Baia di Lyme. La falda acquifera di arenaria del Permiano e del Triassico nella Otter Valley è una delle più grandi fonti di acque sotterranee del Devon, che fornisce acqua potabile a Taunton .
Gli altri fiumi sono il fiume Yarty e il Corry Brook.
I villaggi nella parte settentrionale delle colline del Somerset sono: Staple Fitzpaine, Buckland St Mary, Whitestaunton, Wambrook e Churchstanton.
L'area più ampia e più meridionale del Devon comprende Dunkeswell, Luppitt, Upottery, Smeatharpe, Hemyock, Blackborough, Yarcombe, Membury, Stockland, Sheldon, Cotleigh e Chardstock.

### Territorio
La geologia delle Blackdown Hills, insieme all'adiacente AONB Est Devon, unica nel sud-ovest dell'Inghilterra, fa parte dell'unico esteso affioramento di Upper Greensand nella regione.
Le Blackdown Hills formano un altopiano pianeggiante dominato da bande dure di arenaria, costituite da argilla con selci, di Upper Greensand con alcuni residui di gesso. Le rocce del Cretaceo poggiano su letti erosi del Giurassico e del Triassico, con un affioramento di letti retici. Nelle zone occidentali l'Upper Greensand è privo di materiale calcareo ma le sabbie restituiscono fossili di bivalvi marini e gasteropodi (lumache) conservati nella silice . Un'elevata percentuale dei versanti più ripidi delle Blackdown è interessata da frane, in particolare la lunga scarpata settentrionale della catena. Tipicamente sono presenti depositi di argille, sabbie e ghiaie di origine locale rinvenuti al di sotto dei tratti di versante interessati.

### Clima
Insieme al resto del sud-ovest dell'Inghilterra, le Blackdown Hills hanno un clima temperato generalmente più umido e mite rispetto al resto dell'Inghilterra.
La temperatura media è di circa 10 °C e mostra una variazione stagionale e una diurna, ma a causa dell'effetto temperante del mare, l'escursione è minore rispetto alla maggior parte delle altre parti del Regno Unito. Gennaio è il mese più freddo con temperature minime medie tra 1 °C e 2 °C. Luglio e agosto sono i mesi più caldi, con massimi giornalieri medi intorno a 21 °C. Dicembre è normalmente il mese più nuvoloso e giugno il più soleggiato.  L'alta pressione sulle Azzorre porta spesso cieli sereni nel sud-ovest dell'Inghilterra, soprattutto in estate.
Il sole medio annuo ammonta a circa 1.600 ore.
Le precipitazioni tendono ad essere associate alle depressioni atlantiche o alla convezione. In estate, la convezione causata dal riscaldamento solare della superficie a volte forma nuvole di pioggia e una grande percentuale di pioggia cade da rovesci e temporali in questo periodo dell'anno. La piovosità media è di circa 900–1500 mm.  Sono tipici circa 10-20 giorni di nevicata.
Da novembre a marzo, le velocità medie del vento sono più alte; i venti sono più deboli da giugno ad agosto. La direzione del vento predominante è da sud-ovest.

### Ecologia
Nelle Blackdown Hills  ci sono 16 siti di interesse scientifico speciale (SSSI)  che vanno dai 156 ettari (390 acri) del Black Down e Sampford Commons alla fossa di Reed Farm con poco meno di 1 ettaro. Questa designazione di conservazione britannica è amministrata in Inghilterra dal Natural England per aree con caratteristiche ecologiche significative ritenute degne di protezione da uno sviluppo inappropriato o da altri danni e (dal 2000) dall'incuria, ai sensi del "Countryside and Rights of Way Act 2000" . In totale coprono 640 ettari (1 600 acri), ovvero poco meno del 2% dell'AONB. English Nature, ente predecessore di Natural England, ha giudicato positivamente la gestione del 79% di questi SSSI.
Le praterie, le brughiere, i prati e le paludi supportano vaste popolazioni di uccelli come barbagianni (Tyto alba) e succiacapre (Caprimulgus europaeus), con farfalle tra cui la galatea (Melanargia galathea), l'argo verde (Callophrys rubi ) e la farfalla custode (Pyronia tithonus).
La flora comprende l'orchidea maculata della brughiera (Dactylorhiza maculata), il finocchio acquatico comune (Oenanthe pimpinelloides), l'orchidea dalle ali verdi ( Anacamptis morio ), l'erica (Calluna vulgaris) , la pedicularia (Pedicularis sylvatica) e il trifoglio ( Lotus corniculatus ). Le siepi e boschi sono costituiti da frassino, nocciolo (Corylus avellana), salice grigio (Salix cinerea) e farnia (Quercus robur), abitati da popolazioni di moscardino (Muscardinus avellanarius), lucertola comune, lucherino, iris puzzolente (Iris foetidissima ) e farfalla viola (Quercusia quercus). I fiumi e i torrenti ospitano il martin pescatore, la lontra e il pipistrello di Daubenton .
Blackdown e Sampford Commons hanno ampi esempi sopravvissuti di habitat di brughiere e praterie paludose che si sono sviluppate sui suoli acidi sopra le Greensand e le Keuper Marls delle Blackdown Hills. La brughiera ospita una tipica fauna invertebrata, tra cui un'ampia varietà di specie di farfalle, e con ragni particolarmente abbondanti. Il sito è importante a livello regionale per gli uccelli che favoriscono gli habitat della brughiera.
Quants, una radura erbosa in una piantagione forestale ben nota per le sue farfalle tra cui il duca di Borgogna, la fritillaria di palude e la bianca di bosco, è candidata ad Area Speciale di Conservazione (cSAC). Queste aree sono designate dalla Direttiva Habitat della Commissione Europea (92/43/CEE) come habitat importanti a livello internazionale.

## Origini del nome
Griffith e Weddel (1996, p. 33) attribuiscono l'origine del nome “Blackdown Hills”  all'attività industriale legata all'estrazione del ferro svolta in loco durante l'occupazione dei Romani.

## Storia
Studi paleoambientali hanno dimostrato che il materiale organico ha cominciato ad accumularsi sulle Blackdown Hills nei periodi Mesolitico e Neolitico con aree di prati aperti, prati con piccole componenti boschive identificate. Ci sono diversi siti di sepoltura dell'età del bronzo tra cui Robin Hood's Butts vicino a Otterford.
Siti archeologici degni di nota includono le fortezze collinari dell'età del ferro a Membury Castle, Hembury e Castle Neroche. Hembury è un recinto rialzato risalente al neolitico vicino a Honiton; risale alla fine del quinto e all'inizio del quarto millennio a.C. e si crede che sia stata la capitale della tribù dei Dumnonii. Il forte è situato su un promontorio a nord e si affaccia sul fiume Otter, Devon a circa 178 m s.l.m..  Ha dato il nome ad alcune delle prime ceramiche neolitiche della Gran Bretagna meridionale. Nello stesso sito fu in seguito costruito un forte collinare dell'età del ferro. Sono state trovate prove archeologiche sul sito dell'occupazione militare romana, che suggeriscono l'esistenza di un forte all'interno del sito risalente all'età del ferro.
Sulle Blackdown Hills sono stati identificati quattordici recinti di pendii collinari, risalenti all'età del ferro, e a Hemyock sono stati trovati resti preistorici risalenti al 100 a.C. circa.
Evidenze scientifiche suggeriscono che l'area delle Blackdown Hills fosse una zona discretamente industriale durante il periodo romano-britannico.   I minerali di ferro locali venivano fusi a Hemyock in piccoli "bloomeries" (forni) per produrre ferro puro; tale attività si è protratta fino al Medioevo.
A Simonsburrow una battaglia tra i nativi britannici e l'esercito sassone di re Ine pose fine temporaneamente all'espansione del re a ovest. Secondo la Cronaca anglosassone nel 710 Ine e Nothhelm combatterono contro Geraint di Dumnonia  e che ques'ultimo, come afferma John of Worcester, fu ucciso nella battaglia. L'avanzata di Ine gli portò il controllo di quello che oggi è Devon, diventando il fiume Tamar il nuovo confine con la Dumnonia.

Nel 1630 furono fatti dei primi tentativi di recintare parti delle Blackdown da parte di Carlo I, tuttavia questa iniziativa fu contrastata dal signore locale e dalla gente del luogo. Carlo I riuscì a recintare 1,634 acri (6 610 m²) e presto li vendette, ma molte delle siepi e delle recinzioni furono rimosse durante la guerra civile inglese. Questo fu seguito da ulteriori tentativi di recinzione nel 1658, ma ancora una volta solo un terzo fu chiuso con successo, situazione che rimase fino al 1833, quando il resto delle colline fu recintato.

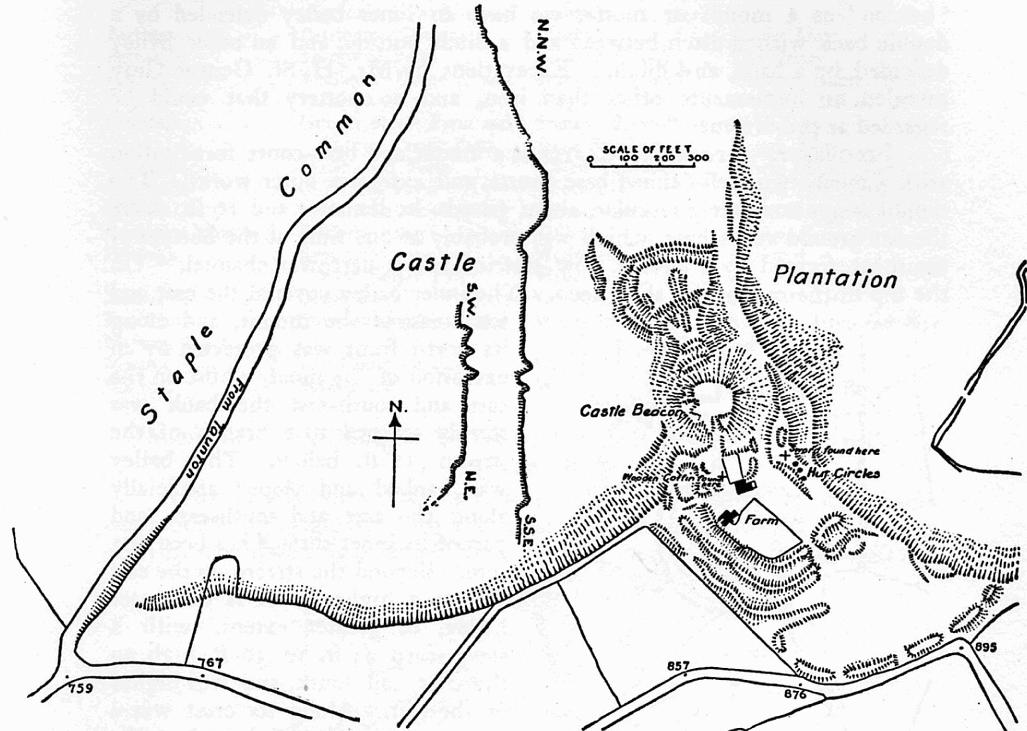
Lavori di scavo al Castello Neroche

## Monumenti e luoghi d'interesse

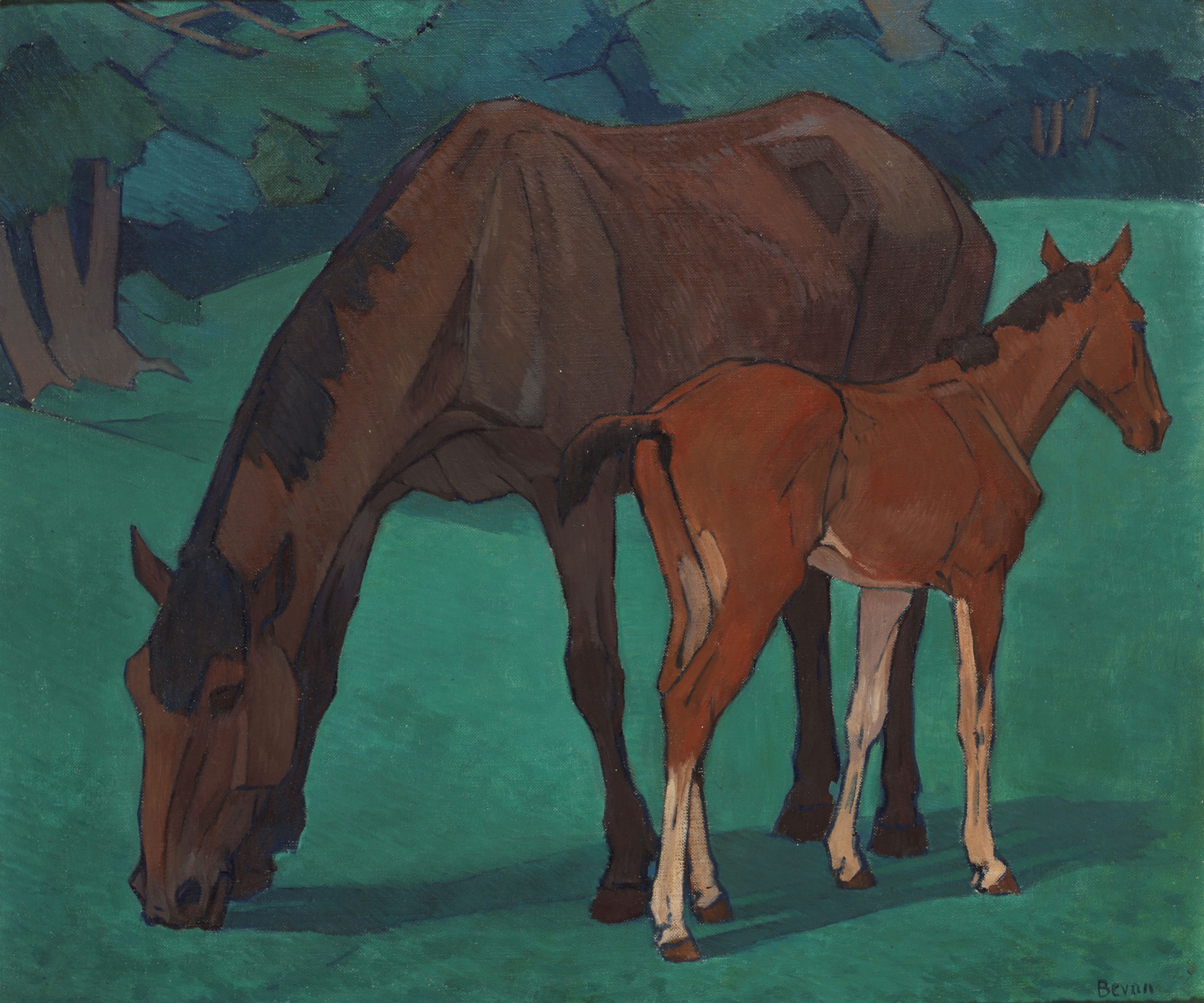
Mare e puledro, 1917, di Robert Bevan

Castello Nerocheè una motta castrale normanna sul sito di una precedente collina fortificata vicino a Staple Fitzpaine. La collina sale a 260 m s.l.m. sulla scarpata settentrionale delle Blackdown Hills. Il castello fu probabilmente costruito da Roberto di Mortain nell'XI secolo e probabilmente andò in disuso nel XII secolo. Intorno all'incrocio di Staple Fitzpaine ci sono diversi grandi massi di arenaria. Si chiamano pietre del diavolo e si dice che siano state scagliate dal Diavolo dal Castello Neroche.  Secondo la leggenda se li pungi con uno spillo sanguinano. La parola inglese "Stapol" significa pilastro o palo ed è probabile che questo abbia dato al villaggio la prima parte del suo nome. La seconda parte del nome deriva dalla famiglia Fitzpaine che possedette il maniero tra il 1233 e il 1393.
Fari elisabettiani

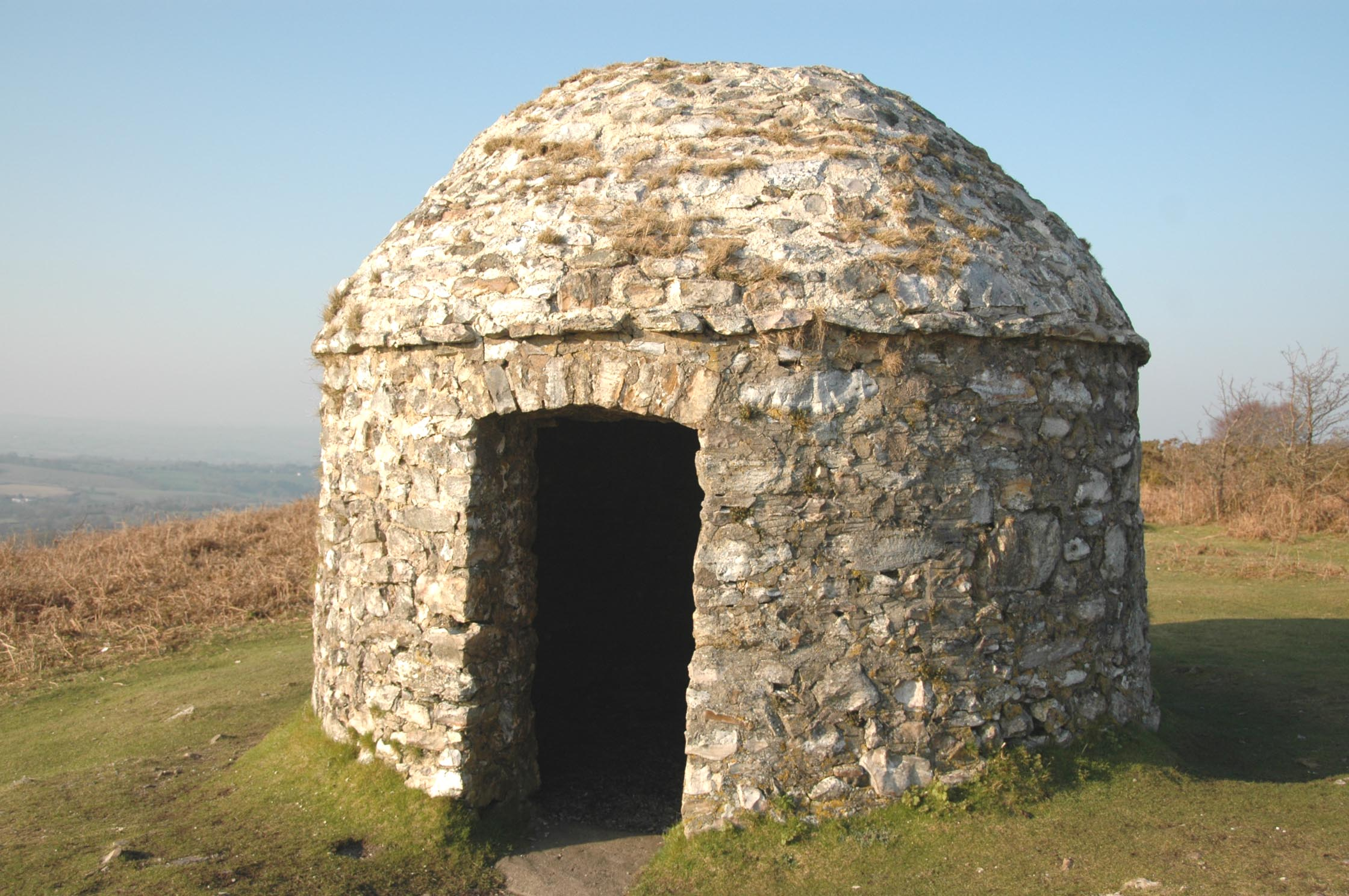
Struttura in pietra costruita nel 1588 per sostenere un palo di legno e uno o più cesti per il fuoco. Fuochi sarebbero stati accesi come segnale che l'Armada spagnola era stata avvistata. Della catena di siti faro in tutta l'Inghilterra meridionale, questa è l'unica struttura in pietra rimasta.

Appena a nord di Culmstock, a Culmstock Beacon, si trova uno di una catena di fari costruiti in età elisabettiana come presidio di avvistamento della possibile invasione dell'Armata spagnola .
Coldharbour MillIl mulino è stato costruito intorno al 1800 per sfruttare la forza idrica disponibile del fiume Culm ed è stato utilizzato per la produzione di lana e filati fino alla sua chiusura commerciale nel 1981. Oggi è gestito da un fondo educativo e svolge un ruolo nel raccontare la storia industriale della zona.
Maniero di HemyockIl 5 novembre 1380, il re Riccardo II concesse a Sir William e Lady Margaret Asthorpe una licenza per merlare il maniero di Hemyock, il che significava l'aver dato il permesso di fortificarlo. Nel corso dei secoli, il castello di Hemyock ha avuto molti proprietari importanti tra cui Lord Chief Justice Sir John Popham. Durante la guerra civile inglese fu utilizzato come sede del Parlamento, sottoposto a un breve ma brutale assedio ed alla fine sminuito per distruggere il suo valore militare. Rimangono ancora parti delle mura castellane, delle torri e del fossato che sono un "monumento antico programmato" ed ospitano mostre di storia e archeologia. Il castello è stato anche di proprietà del generale Sir John Graves Simcoe, il primo luogotenente-governatore dell'Alto Canada nel 1792, che è sepolto nella Wolford Chapel vicino a Dunkeswell. La cappella è attualmente di proprietà della Provincia dell'Ontario.

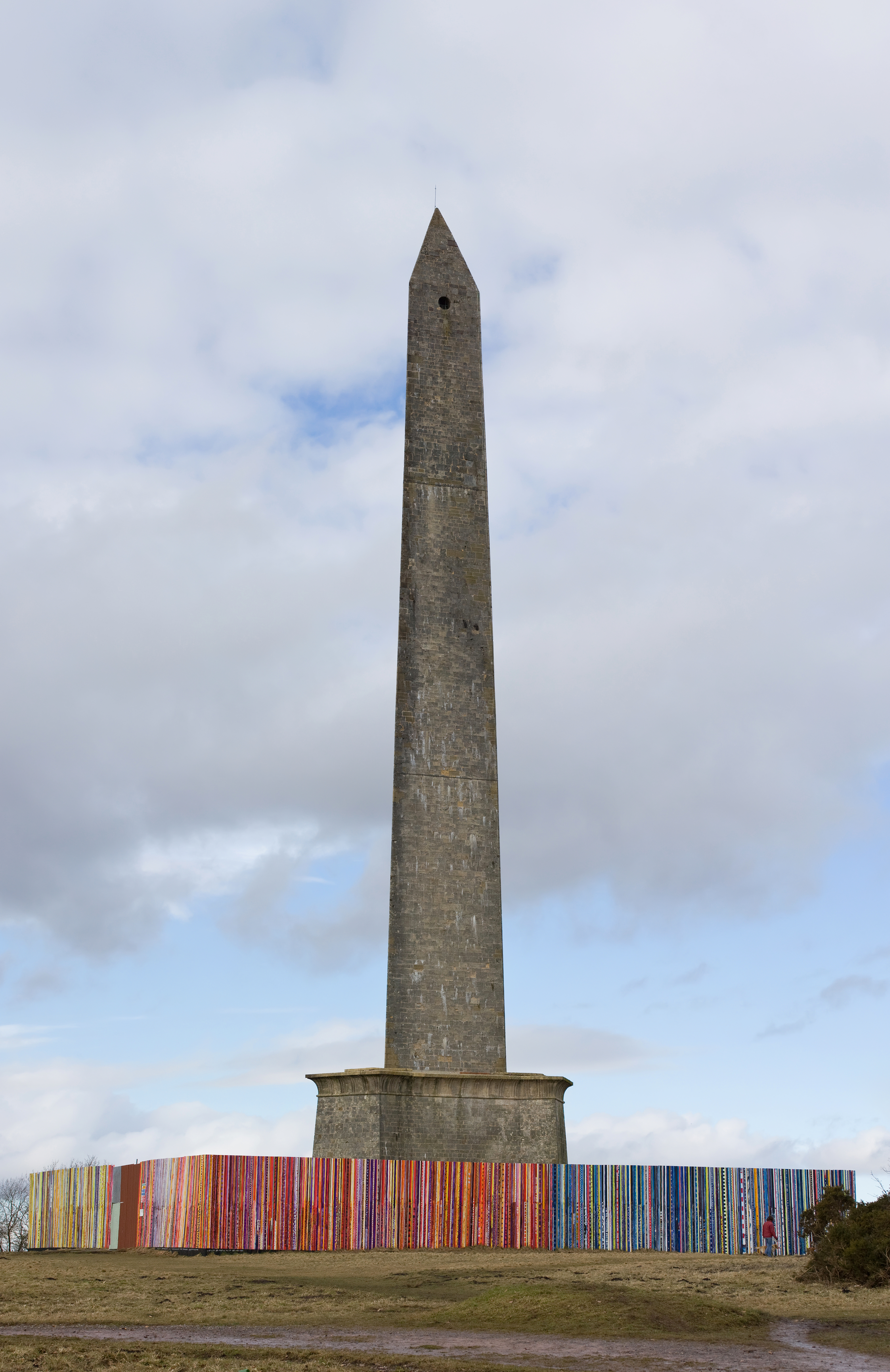
Monumento a Wellington

Monumento a WellingtonSi trova a Wellington Hill, a 3 km a sud di Wellington, Somerset. Fu eretto per celebrare la vittoria del duca di Wellington nella battaglia di Waterloo. La prima pietra fu posta nel 1817, su un terreno di proprietà del Duca, ma il monumento non fu completato fino al 1854. Il suo design è stato ispirato da un obelisco egiziano, ma nella forma del tipo di baionetta utilizzata dagli eserciti di Wellington. Ora è di proprietà del National Trust.
Basi aereeDurante la seconda guerra mondiale, furono costruite basi aeree a Dunkeswell, Upottery e Culmhead . L'aeroporto di Dunkeswell (IATA: N/A, ICAO: EGTU)  fu costruito durante la seconda guerra mondiale dalla RAF, utilizzato per breve tempo dall'USAF, e poi dalla Fleet Airwing 7 dell'USN . Era l'unica base aerea della Marina americana commissionata sul suolo del Regno Unito durante la seconda guerra mondiale.
L'Holman Clavel Innè un pub ubicato a Culmhead e, secondo una leggenda locale, è la casa di uno spirito chiamato "Chimbley Charlie".
Scavi archeologiciNel villaggio di Whitestaunton sono stati oggetto di scavo un bagno romano e una "folly" (edificio costruito a puro scopo decorativo) edoardiana dall'equipe del programma televisivo archeologico Time Team (Stagione 11, Episodio 2).:Ci sono anche prove di lavorazioni del ferro nel periodo romano-britannico, a Dunkeswell, che la datazione al radiocarbonio ha collocato nel II secolo.

### Architetture religiose

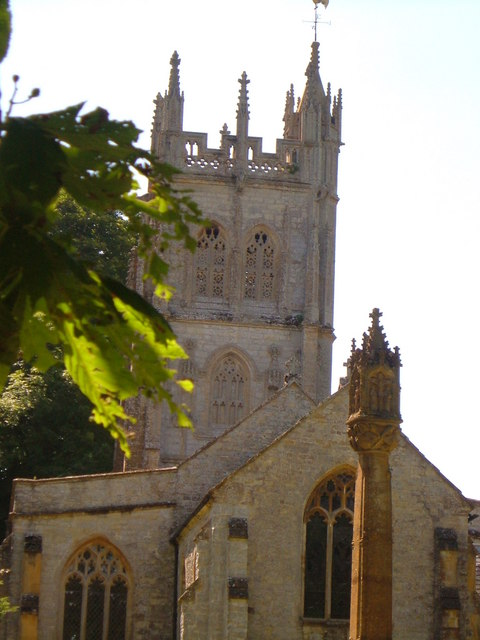
La Chiesa di San Pietro a Staple Fitzpaine

L'Abbazia di Dunkeswellè un monastero cistercense e propaggine dell'abbazia di Forde, fu fondata nel 1201 da William Briwere. L'abbazia fu chiusa nel 1539 e concessa a Lord Russell. Fu subito in parte demolita, anche se una parte rimase in uso domestico fino al XIX secolo. Nel 1842, su una parte del sito, fu costruita una chiesa parrocchiale. Alcuni frammenti sopravvissuti del monastero includono la parete terminale parziale della gamma dei cellari e parti di un corpo di guardia. Alcuni frammenti scolpiti sopravvivono all'interno della chiesa di epoca vittoriana.
La Chiesa di San Pietroa Staple Fitzpaine è stata originariamente costruita in stile normanno e ha un portale normanno restaurato nella navata meridionale. Il presbiterio risale al XIV secolo; fu aggiunta la navata nord e la chiesa fu riqualificata nel XV secolo. La torre risale al 1500 circa. Il portico sud e la sagrestia sono molto più recenti, risalenti al 1841. La torre merlata a 3 stadi, ha merli traforati con archi trilobati posti su un parapetto traforato quadrilobato. La chiesa è stata classificata dall'English Heritage come edificio classificato di I grado.

## Governo e politica
Le Blackdown Hills, dal 1991, sono state designate come Area of Outstanding Natural Beauty (AONB). Poiché hanno la stessa qualità paesaggistica, gli AONB possono essere paragonati ai parchi nazionali dell'Inghilterra e del Galles . Gli AONB sono creati in base alla stessa legislazione dei parchi nazionali : National Parks and Access to the Countryside Act 1949 . Tuttavia, i parchi nazionali, a differenza degli AONB, hanno le proprie autorità e hanno poteri legali speciali per prevenire uno sviluppo antipatico. Al contrario, ci sono obblighi legali molto limitati imposti alle autorità locali all'interno di un AONB. Un'ulteriore regolamentazione e protezione degli AONB è stata aggiunta dal Countryside and Rights of Way Act 2000.
La popolazione totale dell'AONB di Blackdown Hills nel 2001 era di 13.300 abitanti; di cui 10.500 vivono nel Devon e 2.800 nel Somerset.
Molti dei villaggi hanno i propri consigli parrocchiali che hanno una certa responsabilità sulle questioni locali.
Le Blackdown Hills sono gestite da una partnership di enti pubblici, organizzazioni locali e gruppi di volontariato con un interesse attivo per la collina. I finanziamenti sono forniti dai consigli delle contee di Devon e Somerset, East Devon, Mid Devon, South Somerset e Taunton Deane Councils e Natural England.
L'AONB si trova a cavallo dei confini di tre circoscrizioni parlamentari: Tiverton e Honiton, Taunton Deane e Yeovil.

## Infrastrutture e trasporti

### Strade
Le Blackdown Hills sono attraversate da una rete di strade secondarie. Ci sono diverse strade principali tra cui la A30, la A303 e la A35. L'autostrada M5 si trova al confine nord-occidentale dell'AONB. La linea Bristol-Exeter e i resti del Grand Western Canal corrono, in alcuni punti abbastanza vicini, a ovest dell'autostrada M5, ma non attraversano le Blackdown Hills. La linea principale dell'Inghilterra occidentale passa attraverso la parte meridionale delle colline tra Axminster e Honiton, compresa una sezione del tunnel a est di Honiton.

### Ferrovie
La Culm Valley Light Railway è stata aperta nel 1876, essendo stata costruita da un'impresa locale. La linea fu acquistata dalla Great Western Railway, che l'aveva operata fin dall'inizio, nel 1880. La linea fu chiusa ai passeggeri nel 1963, ma servì il deposito di latte di Hemyock fino alla sua chiusura nel 1975.

### Aeroporti
L'aerodromo di Dunkeswell (IATA: N/A, ICAO: EGTU) ora è un trafficato aeroporto civile con un mix di velivoli leggeri, ultraleggeri e paracadutismo.

## Cultura
L'artista Robert Polhill Bevan lavorò nelle Blackdown Hills dal 1912 al 1925 come ospite del proprietario terriero e artista dilettante Harold Harrison. Fino alla fine della sua vita Bevan continuò a dipingere nella valle di Bolham e nella vicina Luppitt il suo stile spigoloso si adattava bene al forte disegno del paesaggio. Molte delle immagini che ha prodotto nella zona sono ora nei musei nazionali.

## Economia
L'AONB di Blackdown Hills è unica in quanto non ci sono paesi o città all'interno del suo confine. Le opportunità di lavoro sono concentrate nei comuni limitrofi e in alcuni piccoli parchi industriali, in particolare intorno all'aeroporto di Dunkeswell. Negli ultimi anni, la ripresa dell'interesse per la produzione alimentare locale e sostenibile ha portato a una crescita significativa del numero e della varietà di piccole imprese alimentari e di bevande nell'area. Anche il turismo contribuisce in modo significativo all'economia locale con i visitatori attratti da attività come passeggiate ed equitazione.
La Blackdown Hills Business Association è stata fondata come organizzazione membro nel 2002 per incoraggiare e supportare tutte le aziende che hanno sede o servono le Blackdown Hills. L'adesione è di circa 400 imprese.